# نخل پنجره‌ای
نخل پنجره‌ای (نام علمی: Beccariophoenix) نام یک سرده از تیره نخل است.